# 891 هـ
891 هـ هي سنة في التقويم الهجري امتدت مقابلةً في التقويم الميلادي بين سنتي 1486 و1487.

## وفيات
- أبو الحسن علي القلصادي
- ابن جلال الدين
- إلياس السينوبي